# Église de Valkeakoski
L'église de  Valkeakoski (en finnois : Valkeakosken kirkko) est une église située à  Valkeakoski en Finlande